# ТЕС Хагіт
32°37′0″ пн. ш. 35°2′29″ сх. д. / 32.61667° пн. ш. 35.04139° сх. д.
ТЕС Хагіт — теплова електростанція на півночі Ізраїлю, за два десятки кілометрів на південь від Хайфи. Використовує технологію комбінованого парогазового циклу.
У 1996-му на майданчику станції ввели в експлуатацію чотири газові турбіни потужністю по 110 МВт, встановлені для роботи у відкритому циклі. В 2002-му через котли-утилізатори їх з'єднали з двома паровими турбінами такої ж потужності, створивши таким чином два парогазові енергоблоки (в кожному працює дві газові та одна парова турбіни).
У 2007-му став до ладу парогазовий блок потужністю 360 МВт, який включає одну газову турбіну, котра через котел-утилізатор живить одну парову турбіну.
У 2010-му на майданчику станції також запрацювала у відкритому циклі одна газова турбіна потужністю 256 МВт. У 2012-му її доповнили котлом-утилізатором та однією паровою турбіною потужністю 125 МВт, створивши таким чином четвертий парогазовий блок з показником 377 МВт.
Як паливо станція спершу використовувала нафту, проте у 2009-му перейшла на природний газ, що подається сюди по Північному газопроводу.